# 베이컨의 반란
베이컨의 반란(Bacon’s Rebellion)은 1676년에 나다니엘 베이컨 경(Nathaniel Bacon)의 주도 하에 버지니아 식민지(Colony of Virginia) 주민들이 통치자 윌리엄 버클리 경(William Berkely)에 대항하여 일으킨 무장반란이다. 버지니아 식민지 정부의 무계획적인 대외 정책(아메리카 원주민들의 공격에도 주민들의 안전을 위한 적극적인 방어를 하지 않음)과 (베이컨 경을 주 의회에서 제외시키고 아메리카 원주민들과의 모피 교환무역을 허락하지 않음)불만이 버클리 경과 그 정부에 대항하는 반란을 일으킨 주 요인이었다.
반란을 일으킨 천 명 가량의 무장한 버지니아 주민들이 아메리카 원주민들을 공격하고 제임스타운에서부터 뒤쫓았고, 수도를 방화했다. 반란은 먼저 런던에서 파견된 해군함 선장들 중에서 버클리 경을 지지하는 몇몇 선장들과 그 군대에 의해서 제압되었다. 그 후 영국 본토에서 파견된 정부군이 곧 도착했고, 몇 년을 남은 반란군을 소탕하고 식민지 정부를 영국 왕실 소속 기구로 재건하는데 보냈다.
베이컨의 반란(Bacon’s Rebellion)은 13개 식민지(Thirteen colonies) 중에서 불만을 가진 개척자들이 일으킨 첫 번째 반란이었다. 전직 농장 계약 노동자들과 아프리카인들이 노예 상태를 끊고자 맺은 동맹이 지배계층의 심기를 불편하게 했고, 오히려 노예 계급제도를 더욱 강화하였다. 농민들은 아메리카 원주민들을 버지니아에서 끌어내자는 첫 목표를 달성하지는 못했지만 버클리 경을 영국으로 돌려보내는 성과를 거두었다.

## 원인
반란의 가장 직접적인 원인은 통치자 윌리엄 버클리(William Berkely) 경이 최근 아메리카 원주민들이 접경지역 주민들을 공격한 것에 대한 반격을 거부한 것 때문이다.
현대 역사학자들은 이 반란은 사실 베이컨 경의 버클리 경에 대한 사적인 분노와 몇몇 정부 관료들에 대한 편애로 인한 베이컨 경의 권력 다툼이라고 보기도 한다. 베이컨 경의 경제적인 지원자들은 버클리 경의 영향력 밖에 있는 부자들이었다. 역사학자 피터 톰슨(Peter Thompson)에 따르면 베이컨 경의 동기는 버클리 경에 대한 개인적인 앙심이었지만, 베이컨의 지지자들은 단순히 반란을 정부가 모든 계층에게 공평한 부의 분배를 통해 서민들을 보호하고 복지를 늘리기 위한 수단으로 사용했다고 주장한다.

## 개요
윌리엄 버클리(William Berkely) 경이 아메리카 원주민들에 대항하길 거절했을 때, 농민들은 반격을 위한 모임을 위해 모였다. 나다니엘 베이컨 경이 많은 양의 브랜디를 가지고 왔고, 리더로 선출되었다. 버클리 경의 명령을 무시하고, 베이커 경과 그 지지자들은 오카니치부족을 만날 때까지 남쪽으로 내려갔다. 그곳에서 그들은 마을에 있는 대부분의 남자, 여자, 심지어는 아이들까지 학살했다. 그들이 돌아왔을 때, 버클리 경이 아메리카 원주민들과의 원만한 문제해결을 위해 의원들을 다시 선출했다는 것을 알게 되었다.

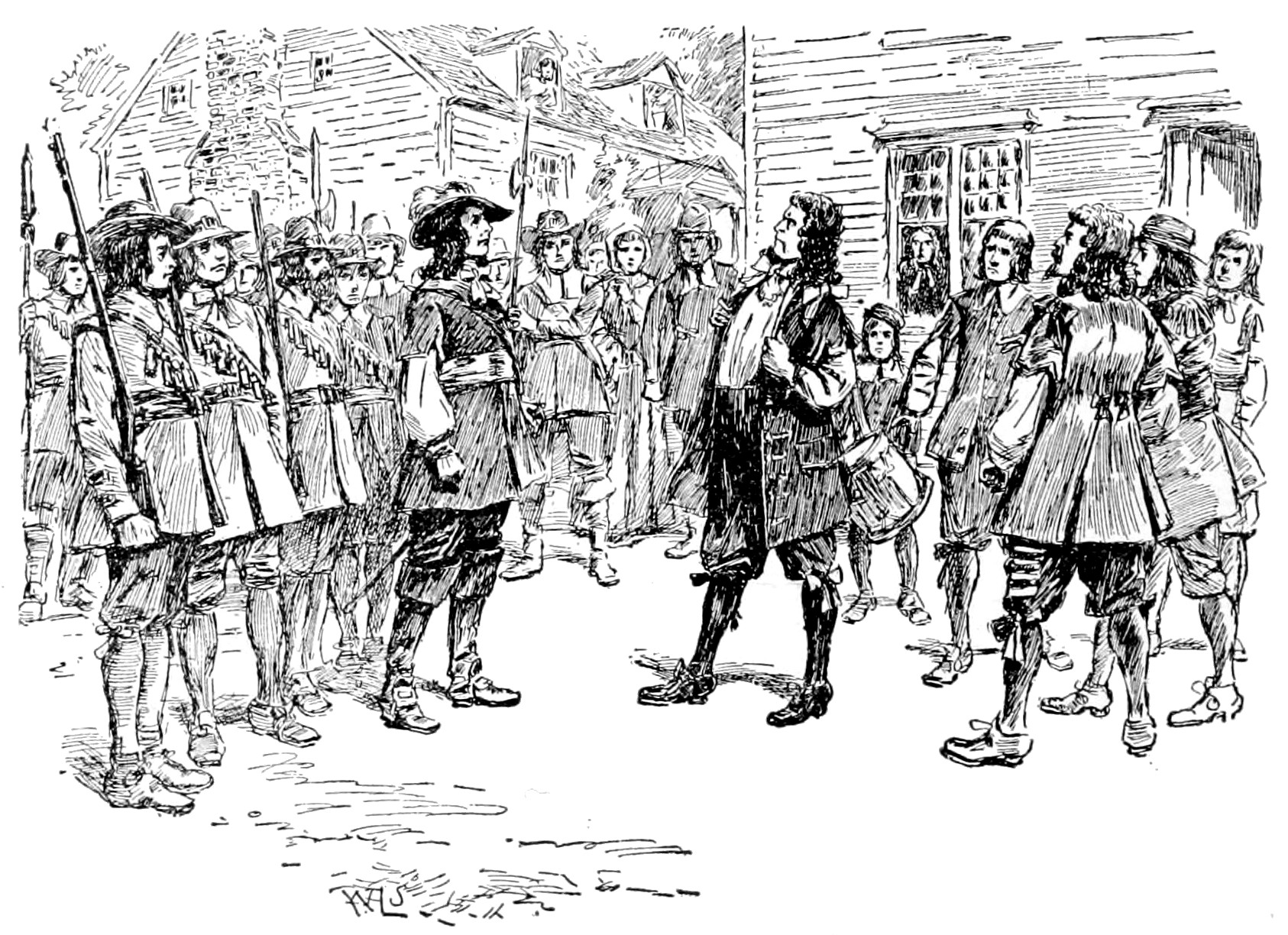
통치자 버클리 경이 베이컨 경의 협박에도 굴복하지 않는 모습을 그린 판화(1895)

재구성된 하우스 오브 버제스(House of burgesses)는 많은 개혁안들을 제정했다.(이 때 베이컨 경은 의원으로 의회에 참여하지 않고, 의회에서 수 마일 떨어진 그의 플렌테이션(plantation) 농장에 있었다) 통치자의 권한을 대폭 제한하였고, 땅을 잃은 자유 농민들의 참정권이 회복되었다.
이러한 법들이 제정된 뒤, 베이컨 경과 500명 가량의 지지자들이 아메리카 원주민들을 공격하기위한 군사적 행위를 이끌게 해달라는 허락을 받기 위해 제임스타운(Jamestown)에 도착했다. 하지만 통치자 버클리 경은 그들의 제안을 거절했고, 베이컨 경이 총을 겨누고 위협을 해도 태도가 변하지 않자, 총머리를 의원들을 향해 돌렸고, 의원들은 재빨리 베이컨 경의 제안을 승인하였다. 그러나 베이컨 경이 제임스타운에 있을 때 그와 작은 군대가 행군을 시작한 헨리코 지역(Henrico County)에서 8명의 주민들이 죽었다.
1676년 7월 30일, 베이컨 경과 그의 군대는 "버지니아 주민들의 선언문(Declaration of the People of Virginia)"을 발행했다. 선언문에서 그들은 버클리 경은 농민들에게 부정한 세금을 부과하고, 지인들을 높은 자리에 앉히고, 접경지역의 주민들을 보호하는데 실패했다며 그를 비난하였다.

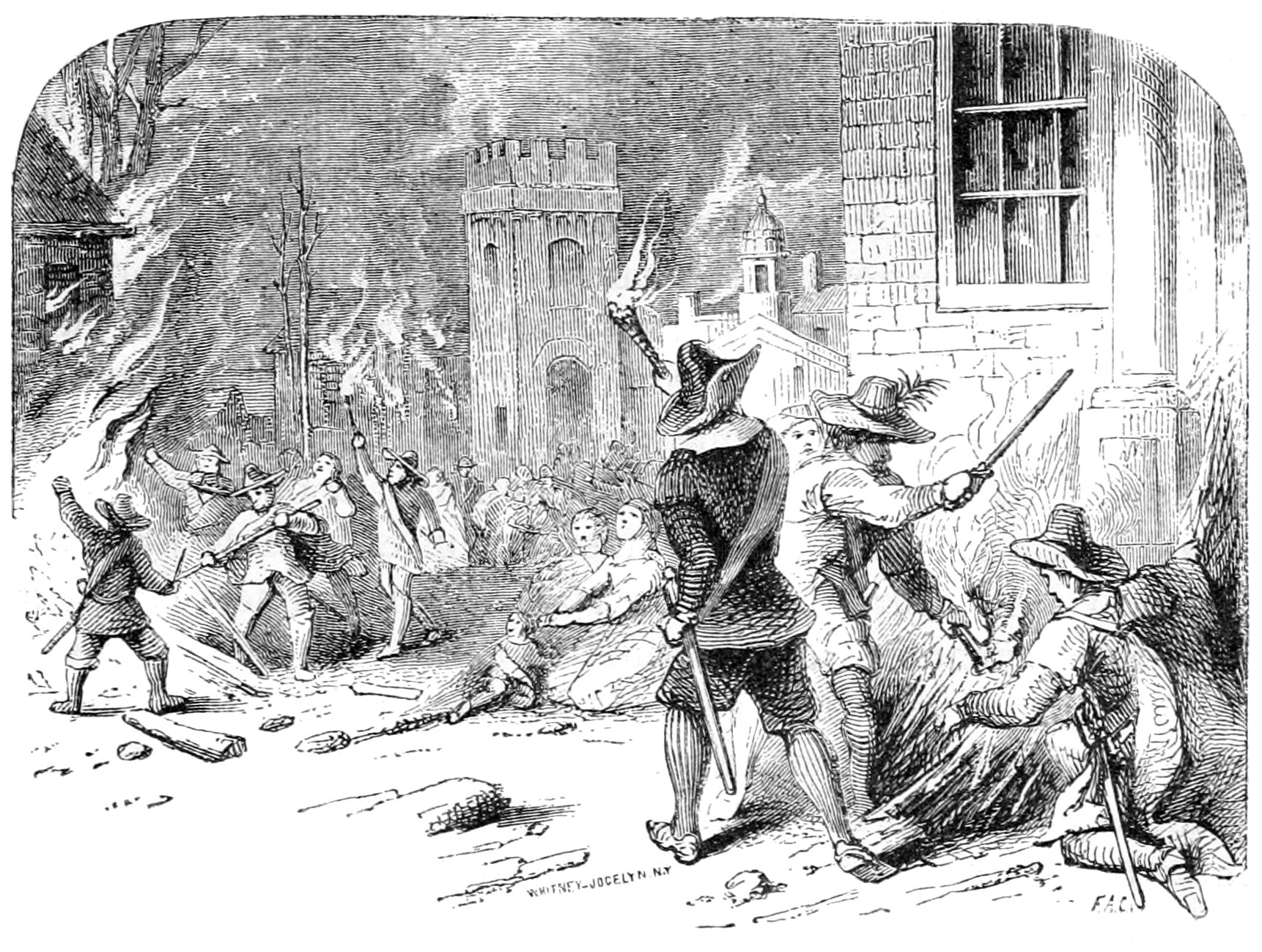
제임스타운이 불타는 모습을 새긴 판화(19세기경)

베이컨 경의 군대는 영국정부와 우호적으로 지내던 파먼키 부족을 공격하였다. 파먼키 부족은 다른 아메리카 원주민 부족들의 공격에도 영국인들과의 동맹을 지켰던 부족이었지만, 그들은 베이컨 경이 권력을 잡았을 때 영국군에게 자신들의 전사들을 제공했었다. 원주민과의 전쟁이 있은 몇 달 뒤, 300~500명에 달하는 베이컨 군대는 제임스타운(Jamestown)으로 갔다. 그들은 버지니아 식미지 수도였던 제임스타운을 1676년 9월 19일에 불태웠다. 수적으로 우세했음에도 불구하고 버클리 경은 강을 건너 후퇴할 수 밖에 없었다.
영국 해군이 버지니아에 도착하기도 전에 베이콘 경은 이질(dysentry)에 의해 1676년 10월 26일에 죽었다. 존 인그램(John Ingram)이 반란군의 리더자리를 대신했지만, 다수의 반란군들이 반란군에서 나왔다. 그 후 반란군은 얼마 오래 가지 못했다. 버클리 경이 체서피크 만(Chesapeake Bay) 공격이 성공을 거두었고, 해안 지대에 퍼져 있던 남은 반란군들을 소탕하였다. 요크 강(York River)에서 배를 운항하던토마스 그랜덤(Thomas Grantham)은 반란군 수비대에게 항복하고 자신의 배에 올라타면 사면해주겠다는 방식을 써서 효과적으로 반란군 수비대를 물리칠 수 있었다.

## 영향

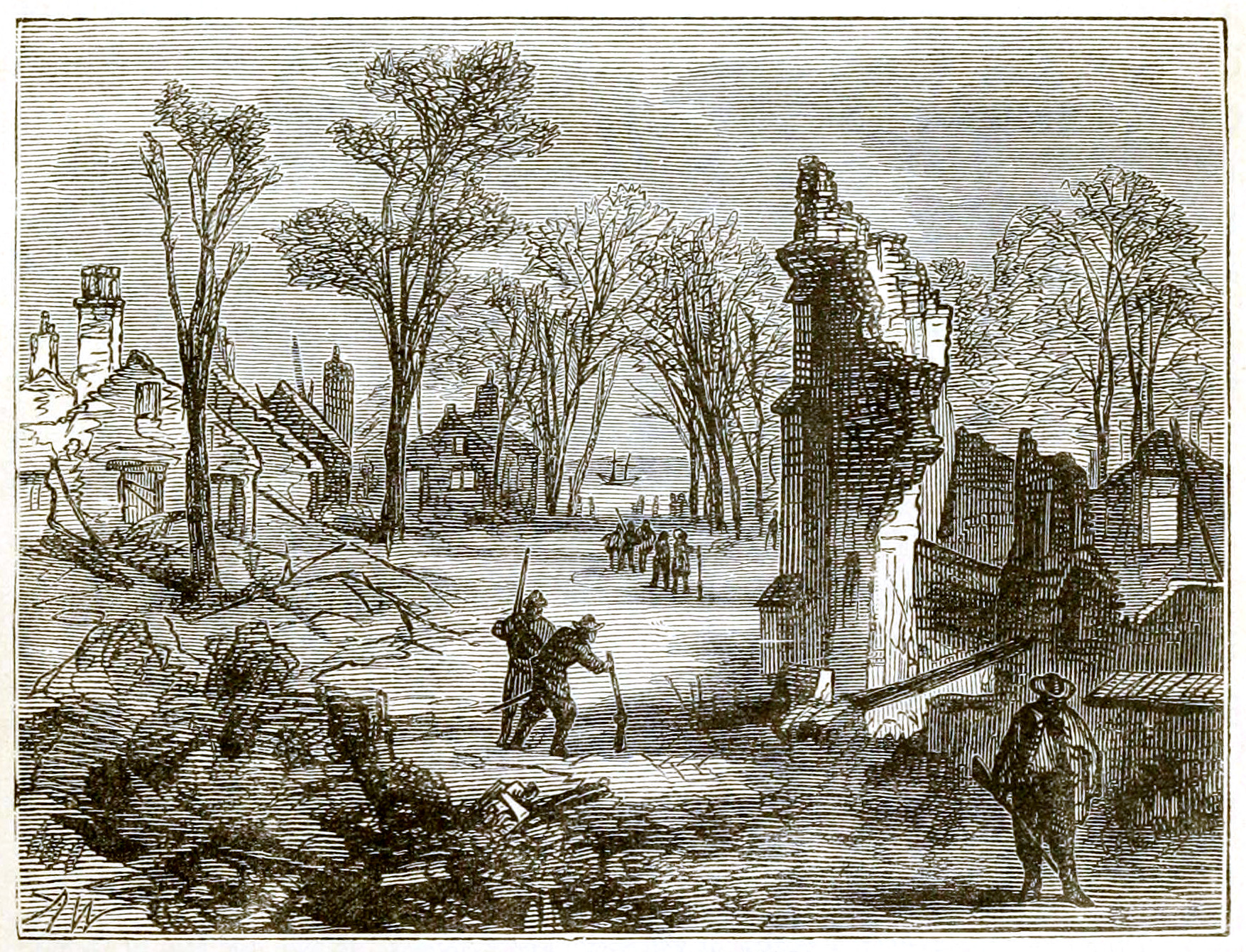
폐혀가 된 제임스타운을 그린 판화(1878)

베이컨의 지지자였던 부유한 지주들은 베이컨 경이 죽은 뒤 버지니아 정부에 충성을 맹새했다. 버클리 경은 권력을 되찾았다. 그는 반란군들 중 몇몇의 재산을 식민지 정부 재산으로 빼앗았으며, 23명을 처형시켜 목을 매달았다. 영국에서 파견된 조사단이 찰스 2세에게 보고서를 제출한 뒤 버클리는 통치권을 빼았겼고, 본국으로 소환되었다.